# Axiocerses cruenta
Axiocerses cruenta är en fjärilsart som beskrevs av Henry Trimen 1894. Axiocerses cruenta ingår i släktet Axiocerses och familjen juvelvingar. Inga underarter finns listade i Catalogue of Life.